# Mario Carulla
Mario Carulla Schultz (26 de octubre de 1971) es un deportista peruano que compite en bádminton, en las modalidades individual y dobles mixto. Ganó tres medallas de bronce en los Juegos Panamericanos, en los años 1995 y 1999.

## Palmarés internacional
| Juegos Panamericanos | Juegos Panamericanos      | Juegos Panamericanos | Juegos Panamericanos |
| Año                  | Lugar                     | Medalla              | Prueba               |
| -------------------- | ------------------------- | -------------------- | -------------------- |
| 1995                 | Mar del Plata (Argentina) | Medalla de bronce    | Individual           |
| 1999                 | Winnipeg (Canadá)         | Medalla de bronce    | Individual           |
| 1999                 | Winnipeg (Canadá)         | Medalla de bronce    | Dobles mixto         |